# Joe Joyce
Joseph "Joe" Joyce  (19 de setembro de 1984) é um pugilista britânico, medalhista olímpico. 

## Carreira
Joe Joyce competiu na Rio 2016, na qual conquistou a medalha de prata no peso superpesado.